# Jimmi Klitland
Jimmi Klitland (født 19. februar 1982) er en dansk, professionel fodboldspiller,
Han er en målmand, der har fået sin fodboldopdragelse i Brøndby IFs ungdomsafdeling.
Klitland har bl.a. repræsenteret Vejle Boldklub i den danske Superliga. I januar 2008 underskrev han en 1½-årige kontrakt med den østjydske traditionsklub.
Med kontrakten i Vejle Boldklub fik Klitland for første gang mulighed for at koncentrere sig hundrede procent om fodbolden. I Vejle fik han dog hård konkurrere fra den rutinerede keeper Jimmy Nielsen og fik derfor ingen kampe for 1. holdet.
Efter kontraktudløb i Vejle rykkede Klitland tilbage til Sjælland og var midt i juni 2009 tæt på at stoppe karrieren som fodboldspiller på grund af manglende interesse fra andre klubber, og i stedet finde et job som snedker.
Klitland er i dag målmandstræner i Brøndby IFs ungdomsafdeling Brøndby Masterclass.